# L'Art du piano
L'Art du piano, note d'un professeur (en russe : Об искусстве фортепианной игры : Ob iskusstve fortepiannoĭ igry) est un recueil de réflexions à propos de la technique du piano, par le pianiste et professeur Heinrich Neuhaus, paru en russe en 1958 et en traduction française en 1971. En 1992 une deuxième édition révisée est parue chez le même éditeur. L'ouvrage a connu plusieurs traductions en anglais et en allemand dès 1967.

## Contenu
En six chapitres, le maître de Richter et Guilels (mais aussi Malinin, Zak, Lupu, Lubimov), rassemble « les principes de son enseignement » (Alain Pâris) et passe en revue les éléments techniques de l'apprentissage, le rythme, la sonorité, les relations artistiques entre l'élève et le maître, jusqu'à des conseils sur l'activité de concertiste. Un index mélange les noms des musiciens, des interprètes, des compositeurs anciens et modernes, mais également des écrivains, des philosophes et des peintres.
Le chapitre le plus développé est celui consacré à la technique, subdivisée en cinq parties et des compléments sur le doigté et la pédale. Neuhaus insiste sur le fait que la technique n'est rien sans l'art. Tout le livre est parsemé d'exemples musicaux illustrant le but recherché, une difficulté particulière et la manière de la surmonter. Avec un seul but : une interprétation fidèle aux intentions du compositeur.

« Puisque la musique est le son, la préoccupation majeure de n’importe quel interprète devrait être le travail sur le son. »

— L'Art du piano, p. 63.
Comme le sous-titre le laisse penser, il s'agit d'un livre plein de l'expérience de l’enseignement, mais montrant aussi la prise de risque constant du métier. L'auteur prend appui également sur la tradition et évoque des anecdotes à propos de nombreux musiciens ou créateurs.
Plan
1. L'image esthétique de l'œuvre musicale
2. Du rythme
3. Le son
4. L’acquisition de la technique
5. Le maître et l'élève
6. L'activité de concertiste

En outre, le livre contient une petite lettre de Richter saluant la traduction française, une courte préface résumant les idées développées plus avant, une biographie illustrée de Neuhaus retraçant son parcours. Il a enseigné à Moscou de 1922 à 1964.

## Lien contextuel
- Technique du piano